# Jordi Liongola
Jordi Baininwa Liongola (Tessenderlo, 17 mei 2000) is een Burundees-Belgisch voetballer die sinds 2022 uitkomt voor RAAL La Louvière.

## Clubcarrière
Liongola ruilde de jeugdopleiding van Standard Luik in 2019 voor die van Antwerp FC. Daar had hij in zijn debuutseizoen last van een reeks hamstringblessures. In de zomer van 2020 verliet hij de club. Liongola bleef vervolgens een jaar zonder club.
Na een testperiode van een maand versierde hij in juli 2021 een contract tot het einde van het seizoen bij Lierse Kempenzonen. Op 22 augustus 2021 maakte hij vervolgens zijn profdebuut: op de tweede competitiespeeldag mocht hij tegen Excelsior Virton in de blessuretijd invallen voor Stallone Limbombe. 
Nadat zijn contract niet verlengd werd maakte Liongola de overstap naar RAAL La Louvière.

## Clubstatistieken
| Seizoen         | Club               | Land            | Competitie       | Competitie | Competitie | Beker | Beker | Supercup | Supercup | Europees | Europees | Totaal | Totaal |
| Seizoen         | Club               | Land            | Competitie       | Wed.       | Dlp.       | Wed.  | Dlp.  | Wed.     | Dlp.     | Wed.     | Dlp.     | Wed.   | Dlp.   |
| --------------- | ------------------ | --------------- | ---------------- | ---------- | ---------- | ----- | ----- | -------- | -------- | -------- | -------- | ------ | ------ |
| 2021/22         | Lierse Kempenzonen | Vlag van België | Eerste klasse B  | 22         | 1          | 4     | 2     | —        | —        | —        | —        | 26     | 3      |
| 2022/23         | La Louvière Centre | Vlag van België | Eerste nationale | 32         | 5          | 3     | 1     | —        | —        | —        | —        | 35     | 6      |
| 2023/24         | La Louvière Centre | Vlag van België | Eerste nationale | 9          | 1          | 2     | 0     | —        | —        | —        | —        | 11     | 1      |
| Carrière totaal | Carrière totaal    | Carrière totaal | Carrière totaal  | 63         | 7          | 9     | 3     | 0        | 0        | 0        | 0        | 72     | 10     |

Bijgewerkt op 22 november 2023.

## Interlandcarrière
Liongola droeg in 2016 het shirt van de Belgische U16. In november 2019 werd hij door de Burundese bondscoach Olivier Niyungeko opgeroepen voor de Afrika Cup-kwalificatiewedstrijden tegen Marokko en de Centraal-Afrikaanse Republiek. Liongola kwam tijdens deze interlands echter niet aan spelen toe. Op 29 maart 2022 maakte hij uiteindelijk toch zijn interlanddebuut voor Burundi.
| Interlands van Jordi Liongola   | Interlands van Jordi Liongola   | Interlands van Jordi Liongola   | Interlands van Jordi Liongola   | Interlands van Jordi Liongola   | Interlands van Jordi Liongola   | Interlands van Jordi Liongola   |
| No.                             | Datum                           | Wedstrijd                       | Uitslag                         | Soort Wedstrijd                 | Doelpunten                      |                                 |
| Als speler bij RAAL La Louvière | Als speler bij RAAL La Louvière | Als speler bij RAAL La Louvière | Als speler bij RAAL La Louvière | Als speler bij RAAL La Louvière | Als speler bij RAAL La Louvière | Als speler bij RAAL La Louvière |
| ------------------------------- | ------------------------------- | ------------------------------- | ------------------------------- | ------------------------------- | ------------------------------- | ------------------------------- |
| 1.                              | 29 maart 2022                   | Libanon – Burundi               | 1 – 2                           | Vriendschappelijk               | -                               |                                 |
| 2.                              | 20 juni 2023                    | Burundi – Namibië               | 3 – 2                           | Kwalificatie Afrika Cup 2023    | -                               |                                 |
| 3.                              | 12 september 2023               | Cambodja – Burundi              | 3 – 0                           | Kwalificatie Afrika Cup 2023    | -                               |                                 |
| 4.                              | 16 november 2023                | Burundi – Gambia                | 3 – 2                           | Kwalificatie WK 2026            | -                               |                                 |
| 5.                              | 19 november 2023                | Burundi – Gabon                 | 1 – 2                           | Kwalificatie WK 2026            | -                               |                                 |
| Totaal                          | Totaal                          | Totaal                          | Totaal                          | Totaal                          | -                               |                                 |

Bijgewerkt tot 20 november 2023
1 Valkenaers ·
3 Gilot ·
4 Faye  ·
5 Corneillie ·
7 Gobitaka ·
8 Gueulette ·
9 Guindo ·
10 Pau ·
11 Liongola ·
12 Loiseaux ·
13 Maisonneuve ·
14 Belkheir ·
15 Lahssaini ·
21 Peano ·
23 Ito ·
25 Lamego ·
26 Bongiovanni ·
27 Eyongo ·
28 Botella ·
31 Camara ·
38 Diallo ·
44 Klomp ·
49 Hoedaert ·
51 Sidibe ·
70 Nagera ·
71 Monteiro ·
98 Maës ·
Coach: Taquin